# باشگاه فرهنگی ورزشی پرسپولیس
باشگاه فرهنگی ورزشی پرسپولیس یک باشگاه ورزشی فرهنگی است که در تهران بنا شده است. این باشگاه هم‌اکنون در مالکیت کمیسیون بانکی قرار دارد.

## تاریخچه
باشگاه ورزشی پرسپولیس تهران در دی ماه ۱۳۴۲ به دست علی عبده در جاده قدیم شمیرانات بنیانگذاری شد. پس از مدتی که از تأسیس بولینگ عبده گذشته بود وبا موافقت شخص علی عبده فاطمه پهلوی و همسرش محمد خاتم نیز به‌عنوان سهامدار وارد مدیریت بولینگ عبده شدند. این باشگاه در آغاز در رشته بولینگ فعال بود و به خاطر امکانات خوب مجموعه ورزشی بولینگ عبده شناخته شده بود، اما شهرت و حیات اصلی پرسپولیس هنگامی آغاز شد که بازیکنان باشگاه فوتبال شاهین پس از منحل شدن باشگاهشان به تیم فوتبال این باشگاه که در دسته دوم تهران بازی می‌کرد پیوستند. پیش از انقلاب اسلامی ایران، پرسپولیس به جز بولینگ و فوتبال، در والیبال، بسکتبال و اسکیت هم فعالیت‌هایی داشت.

## مالکیت باشگاه

### مالکیت
| مالک | دوران مالکیت | دوران مالکیت | دوران مالکیت |
| مالک | از           | تا           |              |
| --- | ------------ | ------------ | ------------ |
| علی عبده | ۱۳۴۲         | ۱۳۵۷         |              |
| سازمان تربیت بدنی | ۱۳۵۸         | ۱۳۶۵         |              |
| بنیاد مستضعفان | ۱۳۶۵         | بهمن ۱۳۶۵    |              |
| سازمان تربیت بدنی | ۱۳۶۵         | ۱۳۷۲         |              |
| وزارت فلزات و معادن | ۱۳۷۲         | ۱۳۷۶         |              |
| سازمان تربیت بدنی | ۱۳۷۶         | ۱۳۹۰         |              |
| وزارت ورزش و جوانان | ۱۳۹۰         | ۱۴۰۳         |              |
| بانک شهر (۳۰٪) بانک ملت (۲۰٪) بانک تجارت (۲۰٪) بانک صادرات ایران (۵٪) بانک رفاه کارگران (۵٪) بانک اقتصاد نوین (۵٪) وزارت ورزش و جوانان (۵/۱۵٪) سایر سهامداران (۹/۸۵٪) | ۱۴۰۳         | اکنون        |              |

پیش از انقلاب، مالک باشگاه «علی عبده» بود که پس از مدتی با سنگین بودن خرج تیمداری مخصوصاً برای یک نفرعلی عبدهبا پیشنهاد شراکت فاطمه پهلوی و همسرش محمد خاتم موافقت کرده و آنها هم از سهامداران شدند. پس از انقلاب ۱۳۵۷، در جریان مصادره اموال و دارایی‌ها، باشگاه فرهنگی ورزشی پرسپولیس همچون دیگر اموال علی عبده مصادره و تحت پوشش بنیاد مستضعفان انقلاب اسلامی و سازمان تربیت بدنی رفت. (دهه ۱۳۶۰) از سال ۱۳۷۲ تا ۱۳۷۶، باشگاه تحت مدیریت وزارت معادن و فلزات بود و از لحاظ منابع مالی دگرگون شد. پرسپولیس از سال ۱۳۷۶ تحت تملک سازمان تربیت بدنی قرار گرفت. در دی ۱۳۸۹، با مصوبه مجلس شورای اسلامی وظایف سازمان تربیت بدنی رسماً به وزارت ورزش و جوانان ایران محول شد و با چند ماه تأخیر، پرسپولیس تحت نظر این وزارتخانه قرار گرفت.

### اختلاف حقوقی بر سر برند پرسپولیس

نامه سازمان تربیت بدنی نامه رئیس سازمان حسن غفوری فرد، مبنی بر نمایندگی تام‌الاختیار عباس انصاری‌فرد در شرکت پرسپولیس

بنابر نوشته سالنامه و فرهنگ رسمی باشگاه چاپ سال ۱۳۸۶، با پایان دوران زمامداری وزارت معادن بر باشگاه، اختلاف و بحران مالی–مدیریتی ایجاد شد و میان سال‌های ۱۳۷۹ تا ۱۳۸۱ یک «جنگ سهام آغاز شد که با پرسپولیس سازمان تربیت بدنی با پایان رسید.»
ماجرا از این قرار بود بنیاد مستضعفان در اداره باشگاه ناتوان بود و آن را به تربیت بدنی واگذار کرد و تربیت بدنی نیز قرار بود باشگاه را به بخش خصوصی واگذار کند. در راستای این اقدام؛ در تاریخ ۱۸ اردیبهشت ۱۳۷۰، شرکتی با نام «شرکت فرهنگی ورزشی پرسپولیس سهامی خاص» با شماره ۸۳۳۳۲ به ثبت رسید. (سهام‌داران: سازمان تربیت بدنی به نمایندگی عباس انصاری‌فرد ۵۰٫۵٪، اسماعیل وفایی ۴۹٪ و مهدی منظرموعود ۰٫۵٪) اما در ۲۷ بهمن، امتیاز باشگاه به جای شرکت پرسپولیس، به «مؤسسه فرهنگی ورزشی پرسپولیس» انتقال یافت. سازمان تربیت بدنی این شرکت را به حسین محلوجی، امیر عابدینی و عباس انصاری‌فرد هبه داد. (در سال ۱۳۸۰ سهام از آنان گرفته‌شد) پس از این مدت عابدینی نیز به مالکان شرکت پرسپولیس اضافه شد. (یعنی عابدینی هم در شرکت پرسپولیس و هم در شرکت پرسپولیس سهام‌دار شده‌بود)
مالکان شرکت پرسپولیس خود را «مالک اصلی» باشگاه می‌دانستند و به دادگاه شکایت کردند، اما دادگاه در تاریخ ۲۲ اسفند ۱۳۸۰ رأی به مالکیت سازمان تربیت بدنی داد. دادگاه تجدیدنظر نیز در تاریخ ۸ تیر ۱۳۸۳ این رأی را تأیید کرد. سرانجام در مرداد ۱۳۹۰؛ در پی دعوی باشگاه علیه شرکت فرهنگی ورزشی پرسپولیس سهامی خاص، قاضی شعبه ششم دادگاه عمومی مجتمع قضایی شهید بهشتی رای قطعی به تعلق برند پرسپولیس به باشگاه، و حذف نام پرسپولیس از شرکت پرسپولیس سهامی خاص داد.
درتاریخ ۲۲ فروردین ۱۳۹۰ محمد رویانیان مدیر عامل وقت تیم پرسپولیس اعلام کرد که نام اصلی باشگاه به این باشگاه عودت داده شد.

### خصوصی‌سازی
پس از آن؛ اعلام شد در راستای انجام اصل ۴۴ قانون اساسی جمهوری اسلامی ایران، باشگاه باید به بخش خصوصی واگذار شود. در سال‌های اخیر خبرهایی دربارهٔ ورود باشگاه به سازمان بورس اوراق بهادار تهران و فروش آن به افراد حقیقی منتشر شده است. در سال ۱۳۸۸، محمود احمدی‌نژاد در نامه‌ای به رئیس سازمان تربیت بدنی اعلام کرد که پرسپولیس و استقلال باید به هواداران واگذار شوند. پرسپولیس همچنان در تملک سازمان تربیت بدنی قرار دارد. بنا بر گفته کنفدراسیون فوتبال آسیا، نحوه مالکیت کنونی این باشگاه در آینده مشکلاتی برای حضور در لیگ قهرمانان آسیا ایجاد می‌کند و در حال حاضر سازمان بورس قیمت باشگاه را ۲۹۰ میلیارد تومان اعلام کرد که پس از دو مزایده هنوز کسی سهام باشگاه را نخریده.

## امور مالی و اقتصادی

### درآمدزایی

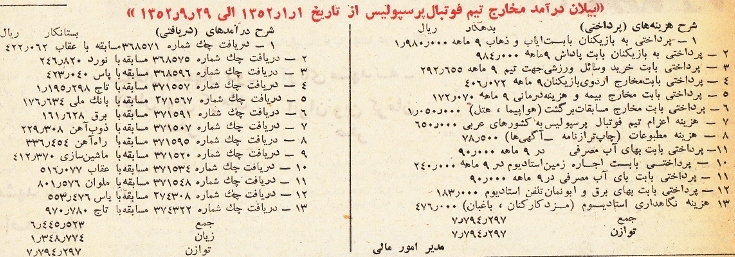
شرح درآمدها و مخارج تیم فوتبال ی از ۱ فروردین تا ۲۹ آذر ۱۳۵۲. حاصل تفریق درآمدها و هزینه‌ها، ۱٬۳۴۸٬۷۷۴ ریال زیان نشان می‌دهد.

باشگاه‌های فوتبال ایران، از جمله پرسپولیس در درآمدزایی حرفه‌ای نیستند. هم‌اکنون بیشتر منابع مالی باشگاه پرسپولیس توسط مالک باشگاه، سازمان تربیت بدنی تأمین می‌شود. کمک‌های بلاعوض هواداران ثروتمند، فروش بازیکن، بازی‌های بین‌المللی و حامیان مالی از دیگر منابع مالی مهم باشگاه هستند. به‌طور مثال، مبلغ قرارداد پرسپولیس با ماری براون، ۳ میلیارد تومان بوده است.
در سال ۱۳۸۳، باشگاه پرسپولیس با مشارکت شرکت اتریشی آسپا در تولید نوشابه «پرس پاور» با برند خود به فعالیت اقتصادی پرداخت.
پرسپولیس همچنین توانسته به‌عنوان نخستین باشگاه ایرانی بابت حق‌پخش تلویزیونی و فروش فیلم. درآمدزایی کند. با این وجود تلاش‌های باشگاه برای درآمدزایی از فروش بلیت (که از مهم‌ترین منابع درآمد باشگاه‌های فوتبال حرفه‌ای است) تاکنون بی‌نتیجه مانده است.
وبگاه گل در گزارشی تحلیلی از تأثیر بحران اقتصادی جهان بر فوتبال کشورهای مختلف، به دلیل دولتی بودن این باشگاه وقوع این بحران را بر مسائل مالی آن کاملاً بی‌تاثیر دانسته است.

#### حامیان مالی
| فصل     | تامین‌کننده لباس | تامین‌کننده لباس | حامی                  | حامی                            | حامی                            | حامی                            |
| ------- | --------------- | --------------- | --------------------- | ------------------------------- | ------------------------------- | ------------------------------- |
| ۱۳۷۵    | شکاری           | شکاری           | شرکت ملی فولاد ایران  | شرکت ملی فولاد ایران            | شرکت ملی فولاد ایران            | شرکت ملی فولاد ایران            |
| ۱۳۷۶    | نهنگی           | نهنگی           | آیوا                  | آیوا                            | آیوا                            | آیوا                            |
| ۱۳۷۷–۷۸ | نهنگی           | نهنگی           | آیوا                  | آیوا                            | آیوا                            | آیوا                            |
| ۱۳۷۸–۷۹ | جورابان         | جورابان         | آیوا                  | آیوا                            | آیوا                            | آیوا                            |
| ۱۳۷۹–۸۰ | جورابان         | جورابان         | سامسونگ               | سامسونگ                         | سامسونگ                         | سامسونگ                         |
| ۱۳۸۰–۸۱ | جورابان         | جورابان         | ان‌ای‌سی                | ان‌ای‌سی                          | تیدی                            | تیدی                            |
| ۱۳۸۱–۸۲ | جورابان         | جورابان         | سامسونگ               | سامسونگ                         | سامسونگ                         | سامسونگ                         |
| ۱۳۸۲–۸۳ | جورابان         | دایی            | تلویزیون پارس         | تلویزیون پارس                   | تلویزیون پارس                   | تلویزیون پارس                   |
| ۱۳۸۳–۸۴ | نهنگی           | نهنگی           | پرس پاور              | پرس پاور                        | جگوار                           | جگوار                           |
| ۱۳۸۴–۸۵ | نهنگی           | نهنگی           | بمبا                  | هتل داریوش                      | شهر آفتاب                       | جیوردانو                        |
| ۱۳۸۵–۸۶ | حصاری           | حصاری           | ایرتویا               | ایکات                           | ایرانسل                         | ایرانسل                         |
| ۱۳۸۶–۸۷ | آل‌اشپورت        | آل‌اشپورت        | تعاونی اعتباری شهر    | تعاونی اعتباری شهر              | تعاونی اعتباری شهر              | شهروند                          |
| ۱۳۸۷–۸۸ | آل‌اشپورت        | آل‌اشپورت        | —                     | ماری براون                      | ماری براون                      | ماری براون                      |
| ۱۳۸۸–۸۹ | حصاری           | آل‌اشپورت        | بهگل                  | بهگل                            | شهرداری تهران                   | شهرداری تهران                   |
| ۱۳۸۹–۹۰ | آل‌اشپورت        | آل‌اشپورت        | بانک شهر              | بانک شهر                        | بانک شهر                        | بانک شهر                        |
| ۱۳۹۰–۹۱ | آل‌اشپورت        | آل‌اشپورت        | بانک شهر              | اوپل و آئودی (تأمین خودرو صدرا) | اوپل و آئودی (تأمین خودرو صدرا) | اوپل و آئودی (تأمین خودرو صدرا) |
| ۱۳۹۱–۹۲ | آل‌اشپورت        | آل‌اشپورت        | مؤسسه کاوش            | صدرا پاسارگاد                   | صدرا پاسارگاد                   | دهکده گلف                       |
| ۱۳۹۲–۹۳ | آل‌اشپورت        | آل‌اشپورت        | بانک گردشگری          | بانک گردشگری                    | بانک گردشگری                    | بانک گردشگری                    |
| ۱۳۹۳–۹۴ | ماکرون          | ماکرون          | شرکت اقتصاد جهان صنعت | شرکت اقتصاد جهان صنعت           | شرکت اقتصاد جهان صنعت           | شرکت اقتصاد جهان صنعت           |

پرسپولیس نخستین باشگاه فوتبال ایرانی است که پای حامیان مالی را به فوتبال ایران باز کرد. نخستین بار در اواخر دهه ۶۰ کارخانه‌های الکترونیکی خارجی مانند گلدستار، ال‌جی و تویوتا قراردادهای کوتاه‌مدتی با پرسپولیس بستند. مبلیران نیز به‌عنوان یکی از نخستین حامیان ایرانی پرسپولیس، در میانه دهه ۷۰ تنها برای دو بازی ۵ میلیون تومان به پرسپولیس پرداخت. در دهه ۸۰، پیراهن پرسپولیس حامیان متعددی به خود دید که بیشترشان مدت کوتاهی حامی باشگاه بودند.
بر اساس پژوهشی که دو عضو هیئت علمی و یک دانشجوی دانشکده مدیریت و کارآفرینی دانشگاه تهران در سال ۱۳۸۸ با عنوان «بررسی اثربخشی حمایت‌های مالی ورزشی در میان هواداران ورزش فوتبال در ایران» انجام دادند؛ میزان علاقه‌مندی شرکت‌ها به حمایت مالی از این باشگاه در سالیان گذشته سیر صعودی داشته است و اگرچه بیشتر حامیان به نتایج دلخواه خود از تبلیغ رو پیراهن این تیم نرسیده‌اند، مدت حمایت مالی این شرکت‌ها معمولاً کوتاه بوده است. حامیانی که مدت بیشتری نامشان روی پیراهن تیم درج شده، بیشتر در ذهن هواداران ماندگار بوده‌اند. در پرسشنامه‌ای که از پرسش‌شوندگان می‌پرسد «اولین حامی مالی که به نظرتان می‌رسد چیست؟»، نام آیوا که بیش از یک دهه پیش حامی مالی این تیم بوده، از ماری براون که در زمان انجام پژوهش حامی مالی باشگاه بوده است، بیشتر ذکر شده است.
با آغاز دوران مدیریت حبیب کاشانی (که عضو شورای شهر تهران بود) در سال ۱۳۸۶، سازمان نیمه‌دولتی شهرداری تهران با زیرمجموعه‌های خود از حامیان اصلی این باشگاه به‌شمار می‌رفت که پس از فسخ یکجانبه قرارداد از سوی پ در سال ۱۳۹۰، از باشگاه شکایت کرد. پرسپولیس پیشتر با حامیان دیگر خود مانند بهگل و جگوار نیز به مشکل خورده بود.
شرکت اول‌اشپورت نیز از سال ۱۳۸۶، تأمین لباس‌های این باشگاه را بر عهده دارد.
از تامین‌کنندگان پیشین لباس باشگاه می‌توان جورابان، حصاری و دایی را نام برد. تامین‌کنندگان از محل فروش لباس‌ها به باشگاه پول پرداخت می‌کنند؛ به‌طور مثال، جورابان در قرارداد خود با باشگاه ۳۰٪ از عواید فروش لباس‌ها را به پرسپولیس می‌داد. البته برخلاف روال معمول در فوتبال جهان و همانند دیگر باشگاه‌های ایرانی، تامین‌کنندگان لباس پولی بابت حمایتشان به پرسپولیس پرداخت نمی‌کنند. نقض مکرر رعایت کپی رایت در ایران به‌عنوان مانع اصلی این امر قلمداد می‌شود؛ چرا که تولیدی‌های کوچک، لباس‌های ارزان و بی کیفیت مشابه را تولید می‌کنند و شرکتی که حامی است (با قیمت‌های بالاتر لباسش) نمی‌تواند آن طور که باید بازار داشته باشد و سود ببرد.

### دارایی‌ها
باشگاه پرسپولیس مالک یک ساختمان ۵ طبقه در خیابان شیخ‌بهایی تهران است. این ساختمان در زمین اهدایی فدراسیون فوتبال ایران ساخته‌شده و دفتر باشگاه است. در سال ۱۳۸۷ قرار بود موزه پرسپولیس در این مکان راه‌اندازی شود.
در تیر ۱۳۸۸، سازمان تربیت بدنی با پرداخت ۲ میلیارد تومان ۱٪ از سهام بانک تات را برای باشگاه پرسپولیس خرید.
این باشگاه یک کلینیک پزشکی با نام «بیمارستان پرسپولیس» در خیابان گاندی تهران دارد که در خرداد ۱۳۸۹ آغاز به کار کرد. در سال ۱۳۸۴ نیز خبری دربارهٔ خرید ورزشگاه و راه‌اندازی شرکت هواپیمایی توسط باشگاه منتشر شده‌بود که انجام نگرفت.
این باشگاه پیشتر مالک ورزشگاه راه‌آهن و مجموعه فرهنگی ورزشی شهید چمران نیز بوده است.
همچنین ورزشگاه شهید کاظمی که در کنار بزرگراه آزادگان قرار دارد اکنون در اختیار این باشگاه می‌باشد.

### روسای باشگاه
| مدیر              | دوران مدیریت                 |
| ----------------- | ---------------------------- |
| علی عبده          | دی ۱۳۴۲–۱۳۵۲                 |
| مصطفی مکری        | ۱۳۵۲–۱۳۵۷                    |
| عباس وکیل         | ۱۳۵۸– دهه ۱۳۶۰               |
| عباس گلیجانی      | دهه ۱۳۶۰                     |
| طباطبایی          | دهه ۱۳۶۰                     |
| عباس انصاری‌فرد    | ۱۳۶۹–۱۳۷۲                    |
| امیر عابدینی      | ۱۳۷۲–۱۳۸۰                    |
| عباس انصاری فرد   | مهر۱۳۸۰–۱۳۸۱                 |
| علی میرزایی       | مهر ۱۳۸۱–۱۳۸۲                |
| علی پروین         | ۱۳۸۲                         |
| اکبر غمخوار       | مرداد ۱۳۸۲– تیر ۱۳۸۳         |
| حجت‌الله خطیب      | تیر ۱۳۸۳– دی ۱۳۸۴            |
| محمدحسن انصاری‌فرد | دی ۱۳۸۴– تیر ۱۳۸۶            |
| حبیب کاشانی       | تیر ۱۳۸۶– تیر۱۳۸۷            |
| داریوش مصطفوی     | تیر ۱۳۸۷– دی ۱۳۸۷            |
| عباس انصاری‌فرد    | دی ۱۳۸۷– ۱۱ مهر ۱۳۸۸         |
| حبیب کاشانی       | ۱۱ مهر ۱۳۸۸– شهریور ۱۳۹۰     |
| محمد رویانیان     | ۱۱ شهریور ۱۳۹۰– بهمن ۱۳۹۲    |
| علی پروین         | بهمن ۱۳۹۲– اردیبهشت ۱۳۹۳     |
| علیرضا رحیمی      | اردیبهشت ۱۳۹۳– شهریور ۱۳۹۳   |
| بهروز منتقمی      | شهریور ۱۳۹۳– آذر ۱۳۹۳        |
| حمیدرضا سیاسی     | آذر ۱۳۹۳– دی ۱۳۹۳            |
| علی‌اکبر طاهری     | دی ۱۳۹۳– بهمن ۱۳۹۳           |
| محمدحسین نژادفلاح | بهمن ۱۳۹۳– خرداد ۱۳۹۴        |
| علی‌اکبر طاهری     | ۲۷ خرداد ۱۳۹۴– ۱۳ آبان ۱۳۹۶  |
| حمیدرضا گرشاسبی   | ۱۴ آبان ۱۳۹۶– ۲۰ آذر ۱۳۹۷    |
| ایرج عرب          | ۲۰ آذر ۱۳۹۷– ۰۵ شهریور ۱۳۹۸  |
| محمدحسن انصاری‌فرد | ۰۵ شهریور ۱۳۹۸–۲۰ اسفند ۱۳۹۸ |
| مهدی رسول‌پناه     | ۲۱ اسفند ۱۳۹۸– ۰۸ آبان ۱۳۹۹  |
| جعفر سمیعی        | ۰۸ آبان ۱۳۹۹– ۱۶ شهریور ۱۴۰۰ |
| مجید صدری         | ۱۶ شهریور ۱۴۰۰– ۲۱ دی ۱۴۰۰   |
| رضا درویش         | ۲۳ دی ۱۴۰۰– اکنون            |

## نام، نشان، نماد و رنگ

### نام
پرسپولیس یک واژهٔ یونانی به معنای شهر پارسی است که از دو واژهٔ «پرس» (به یونانی: Πέρσης) به معنای پارسی و «پولیس» (به یونانی: Πόλις) به معنای شهر تشکیل شده است. یونانیان باستان به پارسه یا تخت جمشید، پایتخت دودمان هخامنشیان، پرسپولیس می‌گفتند.
در سال ۱۳۶۰، سازمان تربیت بدنی نام بولینگ عبده را به مجموعه ورزشی شهید چمران تغییر داد و قرار شد پرسپولیس از سال ۱۳۶۱، با نام دیگری فعالیت کند. بازیکنان در اعتراض به این تصمیم، در بازی با هما در جام باشگاه‌های تهران حاضر نشدند و قهرمانی این مسابقات را از دست دادند. در دی ۱۳۶۵، پرسپولیس تحت پوشش بنیاد مستضعفان انقلاب اسلامی قرار گرفت. بنیاد مستضعفان تصمیم گرفت نام تیم را به «آزادی» تغییر دهد. بازیکنان با این تغییر نام موافق نبودند. در ۲۷ بهمن ۱۳۶۵، نام باشگاه رسماً به «پیروزی» تغییر یافت. اداره کل تربیت بدنی استان تهران در اطلاعیه‌ای اعلام کرد که «این تغییر نام به پیشنهاد بازیکنان صورت گرفته است.» با این وجود، رسانه‌ها و مردم ایران بیشتر نام پرسپولیس را به کار می‌بردند.
مدت‌ها بر سر قانونی بودن استفاده از نام پرسپولیس یا پیروزی بحث‌هایی بر سر زبان‌ها بود تا اینکه سرانجام در ۲۲ فروردین ۱۳۹۱، محمد رویانیان، مدیرعامل وقت باشگاه پرسپولیس، از رأی قطعی دادگاه برای بازگشت برند پرسپولیس خبر داد. از این رو برای همیشه نام پیروزی از داخل پرانتز جلوی نام پرسپولیس برداشته شد.
در آگهی ثبت نمادی که شرکت فرهنگی ورزشی پرسپولیس در سال ۱۳۷۰ به ثبت رسانده، این توضیح آمده است: «کلمه پرسپولیس و علامت فانتزی. تصویر جامی که از دو طرف با دو سر گاو هخامنشی تلاقی دارد.»

### رنگ
رنگ قرمز یکی از مهم‌ترین نمادهای باشگاه فوتبال پرسپولیس به‌شمار می‌آید. رنگ اصلی پیراهن برای همه تیم‌های ورزشی این باشگاه همواره قرمز بوده است.

### نشان و نشان‌واره
نخستین نشان‌واره (لوگو) باشگاه، طرحی از نماد فَرَوَهر بود که در یک قاب از گل‌های نیلوفر برگرفته از نقش‌برجسته‌های تخت جمشید جای گرفته بود. نام فارسی و لاتین پرسپولیس نیز در بالا و پایین این قاب نقش بسته بود. پس از مدتی باشگاه نشان دیگری را برگزید که برگرفته از نام این باشگاه بود؛ نشانی برگرفته از سرستون‌های شیر پرسپولیس (تخت جمشید). این نشان تا میانه‌های دهه هفتاد بکار گرفته می‌شد، اگر چه در بیشتر سال‌های دهه شصت و تغییر نام باشگاه، تیم پرسپولیس اغلب با پیراهن‌های بدون نشان در میدان‌ها حاضر می‌شد. از آن پس نیز ترکیب سرستون شیر هخامنشی و جام در میان آنها همواره در طرح نشان باشگاه باقی مانده است. در میانه‌های دهه هفتاد طرح سکوی میانی از نشان حذف شد و سر هر دو شیر به کناره‌ها خم شده و به جام میانی تکیه داده شدند. در آغاز دهه هشتاد سکوی میانی دوباره روی نشان بازگشت و شیرهای خمیده نیز دوباره به حالت پیشین بازگشتند. در سال ۱۳۹۰ همین نشان سرستون شیر و جام و سکوی میانی آن در درون قالب شکل هندسی همانند سپرهای جنگی جای گرفت و نام پارسی و انگلیسی پرسپولیس بر روی نشان‌واره باشگاه جای گرفت. در آخر در سال ۱۳۹۶، نشان‌واره پرسپولیس با همین نشان سرستون شیر و جام و سکوی میانی، با تغییراتی همچون اضافه شدن ستاره به بالای نشان‌واره به دلیل ۱۰ قهرمانی در لیگ فوتبال ایران و یکدست شدن گوشه‌های کناری و اضافه شدن جمله Since 1963 به پایین نشان‌واره همراه شد.

نشان‌واره (لوگو) باشگاه در سال‌های نخستین (۱۳۴۲–۱۳۵۷)
۱۳۷۲–۱۳۷۶
۱۳۷۶–۱۳۸۳
۱۳۸۳–۱۳۹۰
۱۳۹۰–۱۳۹۶
نشان‌واره کنونی (از ۱۳۹۶)

## رشته‌ها

### وزنه‌برداری
در ۲۶ مرداد ۱۳۹۱ تیم وزنه‌برداری باشگاه پرسپولیس به همت مدیرعامل باشگاه (محمد رویانیان) تشکیل شد. بهداد سلیمی قهرمان فوق سنگین‌وزن المپیک ۲۰۱۲ لندن اولین عضو رسمی تیم وزنه‌برداری باشگاه پرسپولیس بوده است.

### بسکتبال
باشگاه بسکتبال پرسپولیس یکی از کهن‌ترین باشگاه‌های بسکتبال ایران است. در سال ۱۳۵۰ باشگاه پرسپولیس، در اندیشهٔ راه‌اندازی تیم بسکتبال خود بود که اشتری مربی تاج به دلایلی از باشگاه تاج جدا شد. در یک اقدام بی‌سابقه، کلیه بازیکنان باشگاه تاج (از جمله امیر سبکتکین) به‌همراه مربی خود، به باشگاه پرسپولیس پیوستند.
این تیم در اولین دوره مسابقات بسکتبال باشگاه‌های مردان ایران، جام ولیعد ۱۳۵۴ شرکت داشت. این تیم در دومین دوره جام ولیعهد در سال ۱۳۵۵ شرکت کرد اما مسابقه ۱۷ خرداد ۱۳۵۶ آن‌ها مقابل راه‌آهن مشهد به جنجال کشیده شد و فدراسیون رای به محرومیت یک‌ساله دو بازیکن تیم پرسپولیس، امیر ایلیاوی و محسن خلخالی داد. این در حالی‌است که اشد مجازات در قوانین فدراسیون وقت محرومیت سه‌ماهه بود. باشگاه پرسپولیس هم که این رای ناعادلانه را قبول نداشت و تلاش‌های خود را با پا فشاری فدراسیون بی ثمر می‌دید به یکباره دست از تیمداری در بسکتبال برکشید و به‌طور کلی از فعالیت در این رشته خودداری نمود. این تیم پس از یک سال دوباره تشکیل شد و در دهه ۶۰ قهرمان باشگاه‌های تهران نیز شد.

### بولینگ
با نام باشگاه بولینگ عبده شناخته می‌شد یکی از نخستین باشگاه‌های پرسپولیس بود که پس از انقلاب مصادره شد.

### فوتبال
باشگاه پرسپولیس بیشتر به خاطر تیم فوتبالش مشهور است. تیم فوتبال پرسپولیس از بهترین باشگاه‌های ایران و پرطرفدارترین باشگاه فوتبال ایران و آسیاست.

### والیبال
باشگاه والیبال پرسپولیس یکی از کهن‌ترین تیم‌های والیبال ایران می‌باشد. این تیم به دلیل نداشتن توان مالی در حال حاضر فعالیت نمی‌کند.

### فوتسال
تیم فوتسال پرسپولیس پس از انقلاب و در دهه ۱۳۷۰ شکل گرفته است. پس از مشکلات مالی بسیار و سقوط این تیم به لیگ دسته یک در سال ۱۳۸۴، امتیاز این تیم واگذار شد. پرسپولیس بعد از اینکه فعالیت جدی در زمینه فوتسال نداشت. در سال ۸۸–۸۹ توانست به لیگ برتر صعود کند.
باشگاه پرسپولیس در لیگ فوتسال تا سال ۱۳۹۱ دارای تیم بود. اما در فروردین ماه سال ۹۱ به علت تبانی بازیکنان پرسپولیس در بازی با تیم گیتی پسند اصفهان٫محمد رویانیان، مدیرعامل وقت باشگاه، تیم فوتسال پرسپولیس را منحل کرد.

### تکواندو
تیم تکواندوی پرسپولیس در چند سال گذشته آغاز به کار کرده و یک بار هم به قهرمانی لیگ برتر ایران رسیده است.

### شنا
تیم شنای پرسپولیس پس از انقلاب ایجاد شده است. پرسپولیس یک بار در لیگ شنای ایران به قهرمانی رسیده است.

### تیم دو و میدانی
در مرداد ۹۱ تیم دو و میدانی باشگاه تشکیل شد و احسان حدادی نایب قهرمان المپیک ۲۰۱۲ لندن در رشته پرتاب دیسک نیز به‌عنوان نخستین ورزشکار با تیم دو و میدانی باشگاه پرسپولیس قراداد بست.

## نهادها و موسسات وابسته

### دانشگاه علمی کاربردی پرسپولیس
دانشگاه جامع علمی کاربردی پرسپولیس، اولین دانشگاه ورزشی ایران٬در ۱۱ آذر ۱۳۹۱ و با سرمایه‌گذاری باشگاه فرهنگی ورزشی پرسپولیس، در زمان مدیریت محمد رویانیان افتتاح شد. داریوش سودی اولین مدیر این دانشگاه می‌باشد. ابتدا این واحد دانشگاهی در رشته‌های مربی‌گری فوتبال، فوتسال و آمادگی جسمانی، در نظام پودمانی و در مقطع کاردانی با ظرفیت پذیرش آقا و خانم در همه رشته به صورت برابر دانشجو می‌پذیرفت. ولی پس از چندی، رشته‌های خبرنگاری ورزشی و گزارشگری نیز به آن اضافه شد.

## افتخارات

### فوتبال
باشگاه فوتبال پرسپولیس از ابتدای تأسیس خود تاکنون با کسب ۳۹ جام رسمی و ۲۸ جام کشوری پرافتخارترین باشگاه فوتبال ایران محسوب می‌شود. پرسپولیس از آغاز تاریخ خود، موفق به کسب شانزده قهرمانی و ده نایب قهرمانی در لیگ فوتبال ایران، هفت قهرمانی و دو نایب قهرمانی در جام حذفی فوتبال ایران، پنج قهرمانی و دو نایب قهرمانی در سوپر جام فوتبال ایران شش قهرمانی و چهار نایب قهرمانی در جام باشگاه‌های تهران، دو قهرمانی و دو نایب قهرمانی در جام حذفی تهران، یک قهرمانی در جام شهید اسپندی یک قهرمانی در مسابقات انتخابی آسیا یک قهرمانی در جام برندگان جام آسیا یک عنوان نایب قهرمانی در جام برندگان جام آسیا، دو عنوان نایب قهرمانی در لیگ قهرمانان آسیا، سه عنوان سومی در جام باشگاه‌های آسیا، مهم‌ترین قهرمانی‌ها و افتخارات باشگاه پرسپولیس هستند. باشگاه پرسپولیس با کسب ۱۶ عنوان قهرمانی در ادوار لیگ فوتبال ایران، و ۵ قهرمانی در سوپر جام ایران پرافتخارترین باشگاه در این دو جام بوده و همچنین با ۷ عنوان قهرمانی در جام حذفی فوتبال ایران دومین تیم پر افتخار در جام حذفی فوتبال ایران می باشد. باشگاه پرسپولیس با دو بار حضور در فینال و سه بار حضور در نیمه نهایی پرافتخارترین باشگاه ایرانی در فرمت لیگ قهرمانان آسیا است. باشگاه پرسپولیس نخستین تیم در لیگ ایران بود که موفق شده در سال ۵۲ بدون باخت قهرمان لیگ فوتبال ایران شود. تیم پرسپولیس هفت بار در فینال سوپر جام فوتبال ایران و نه بار در فینال جام حذفی ایران حضور داشته است. پرسپولیس چهار بار در فینال تورنمنت‌های مختلف آسیایی (دو بار فینال لیگ قهرمانان آسیا، دو بار فینال جام برندگان جام آسیا) حضور داشته است. پرسپولیس سه بار در دهه‌های ۷۰ و ۹۰ و ۱۴۰۰ موفق به کسب دوگانه در فوتبال ایران (قهرمانی همزمان لیگ ایران و جام حذفی ایران) در طول یک فصل شده و از این حیث در فوتبال ایران رکورددار است. باشگاه پرسپولیس نخستین باشگاه در فوتبال ایران بوده که دو بار در دهه‌های ۹۰ و ۱۴۰۰ به‌طور همزمان موفق به کسب سه‌گانه در فوتبال ایران (قهرمانی همزمان لیگ ایران، جام حذفی ایران و سوپر جام ایران) در یک فصل شده و از این حیث رکورددار در فوتبال ایران است. باشگاه پرسپولیس ۹ بار در نیمه نهایی تورنمنت‌های مختلف آسیایی (سه بار لیگ قهرمانان آسیا، چهار بار جام باشگاه‌های آسیا، دو بار جام برندگان جام آسیا) حضور داشته است. باشگاه پرسپولیس با نه قهرمانی در لیگ برتر خلیج فارس دارای بیشترین تعداد عنوان قهرمانی بوده و از این حیث رکورددار در فوتبال ایران است. باشگاه پرسپولیس، به‌عنوان نخستین و تنها باشگاه ایرانی موفق به کسب پنج قهرمانی پیاپی در لیگ برتر ایران، پنج قهرمانی پیاپی در جام باشگاه‌های تهران و چهار قهرمانی پیاپی در سوپر جام ایران شده است. باشگاه پرسپولیس با کسب یک قهرمانی و یک نایب‌قهرمانی، پرافتخارترین باشگاه ایرانی و سومین تیم پرافتخار در جام برندگان جام آسیا محسوب می‌شود. مالک باشگاه پرسپولیس پیش از انقلاب علی عبده بود.

### شنا
- لیگ برتر شنا ایران
  - قهرمان: ۱۳۸۴

### تکواندو
- لیگ برتر تکواندو ایران
  - نایب قهرمان: ۱۳۸۳

### فوتسال
- جام رمضان
  - قهرمان: ۱۳۸۲

### والیبال
- لیگ برتر
  - نایب قهرمان (۲): ۱۳۵۵، ۱۳۵۴
- جام حذفی والیبال
  - قهرمان: ۱۳۵۵
- جام باشگاه‌های تهران
  - قهرمان: ۱۳۸۳
- لیگ دسته اول
  - قهرمان: ۱۳۸۳